# نموذج يويانغ جو لكوفيد-19

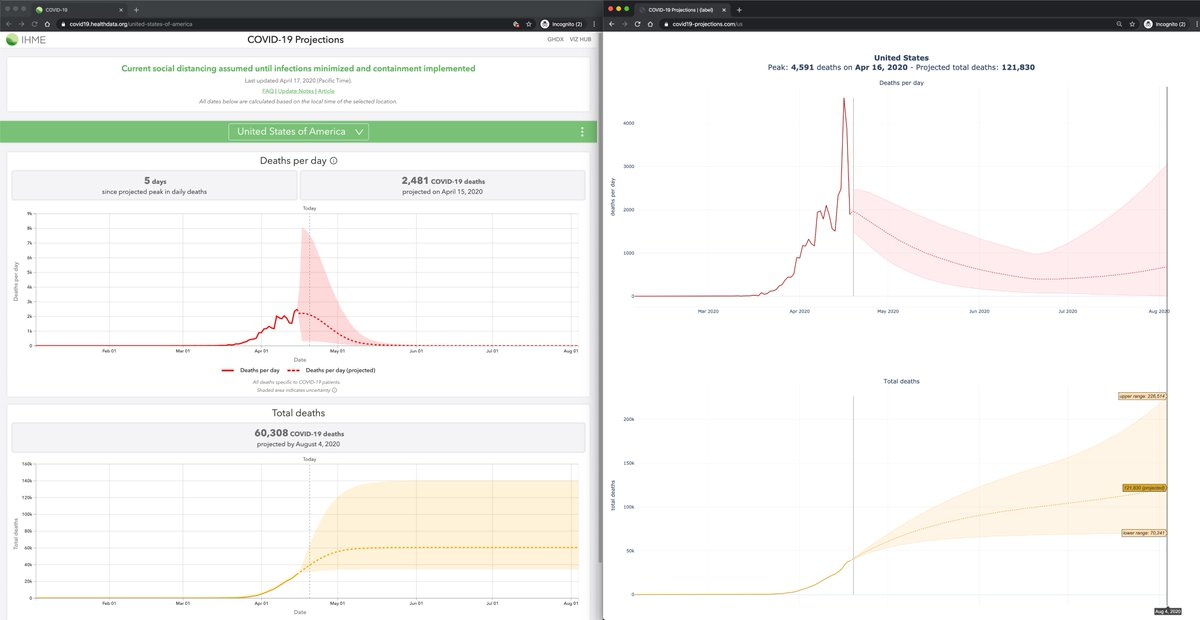
فيما يلي مقارنة بين أحدث طراز IHME (على اليسار) ونموذجنا (على اليمين) اعتبارًا من 19 أبريل.بينما يتوقع معهد IHME أقل من حالة وفاة واحدة يوميًا في الولايات المتحدة من يونيو إلى أغسطس ، نتوقع ما يقرب من 500 حالة وفاة يوميًا. كما أننا نتوقع "موجة ثانية" مع إعادة فتح الدول.

نموذج يويانغ جو لكوفيد-19 (يُختصر أحيانًا YYG): هونموذج محوسب لمرض كوفيد-19 أنتجه عالم البيانات المستقل يويانغ غو.
النموذج فريد من نوعه في تطبيق التعلم الآلي لاشتقاق عدد التكاثر الأساسي (R 0) من البيانات التي نشرها مركز علوم وهندسة النظم بجامعة جونز هوبكنز (CSSE)، ويسعى إلى تقليل الخطأ بين توقعاته وبيانات CSSE على عدد الوفيات في الولايات المتحدة كوفيد-19.

## الاستخدام والمصادقات
كان نموذج يويانغ جو واحدًا من سبعة نماذج ظهرت في استطلاع نيويورك تايمز للموديلات وواحدًا من تسعة في استطلاع FiveThirtyEight، تم الإشادة بها من قبل مراكز السيطرة على الأمراض والوقاية منها (CDC) في تقديراتها للولايات المتحدة، وكان واحدًا من ثلاثة مدرجين من قبل ولاية واشنطن على «لوحة معلومات تقييم مخاطر كوفيد-19» المستخدمة لتحديد التاريخ الذي ستعيد فيه الدولة فتح اقتصادها بعد جائحة فيروس كورونا في ولاية واشنطن 2020.  يدعي مؤلف النموذج أنه الوحيد الذي أشاد به مركز السيطرة على الأمراض (CDC) الذي لا يتلقى تمويلًا عامًا.
صرح Yann LeCun، كبير علماء الذكاء الاصطناعي في Facebook وأستاذ في معهد كورانت لعلوم الرياضيات، في مايو 2020 أن نموذج يويانغ غو «هو الأكثر دقة للتنبؤ بالوفيات الناجمة عن كوفيد-19»، متجاوزًا دقة معهد المقاييس الصحية الممول جيدًا. ونموذج التقييم كوفيد. وقد لوحظت دقتها الفائقة أيضًا في صحيفة وادي السيليكون The Mercury News وThe Economist، التي وصفتها بأنها «أكثر دقة من توقعات العديد من المؤسسات الراسخة».

## سيرة يويانغ غو
تخرج يويانغ جو في عام 2015 من معهد ماساتشوستس للتكنولوجيا. ولد في شنغهاي في 1993/1994 ونشأ في أوربانا، إلينوي.